# Val Thorens

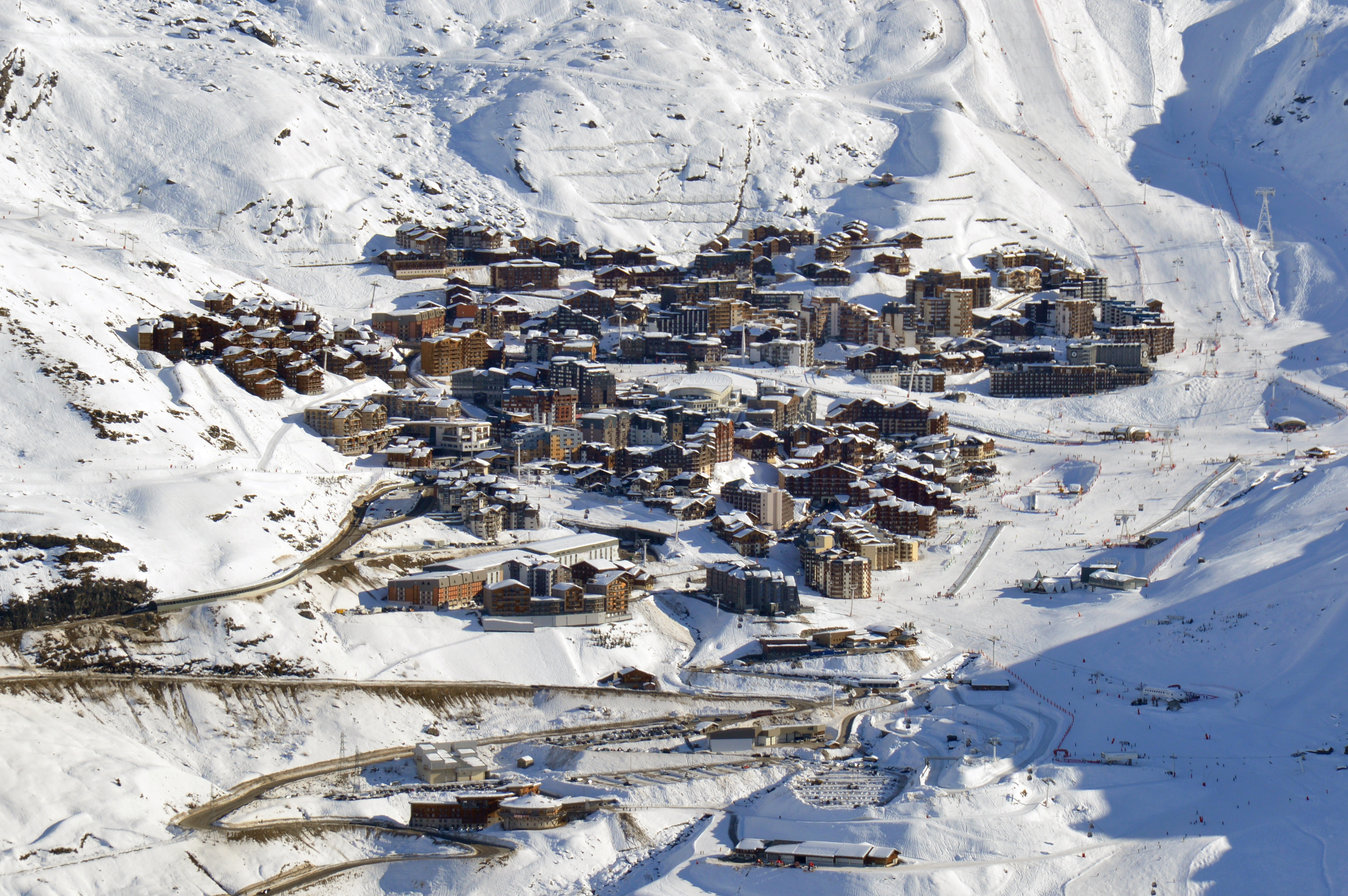
Val Thorens.

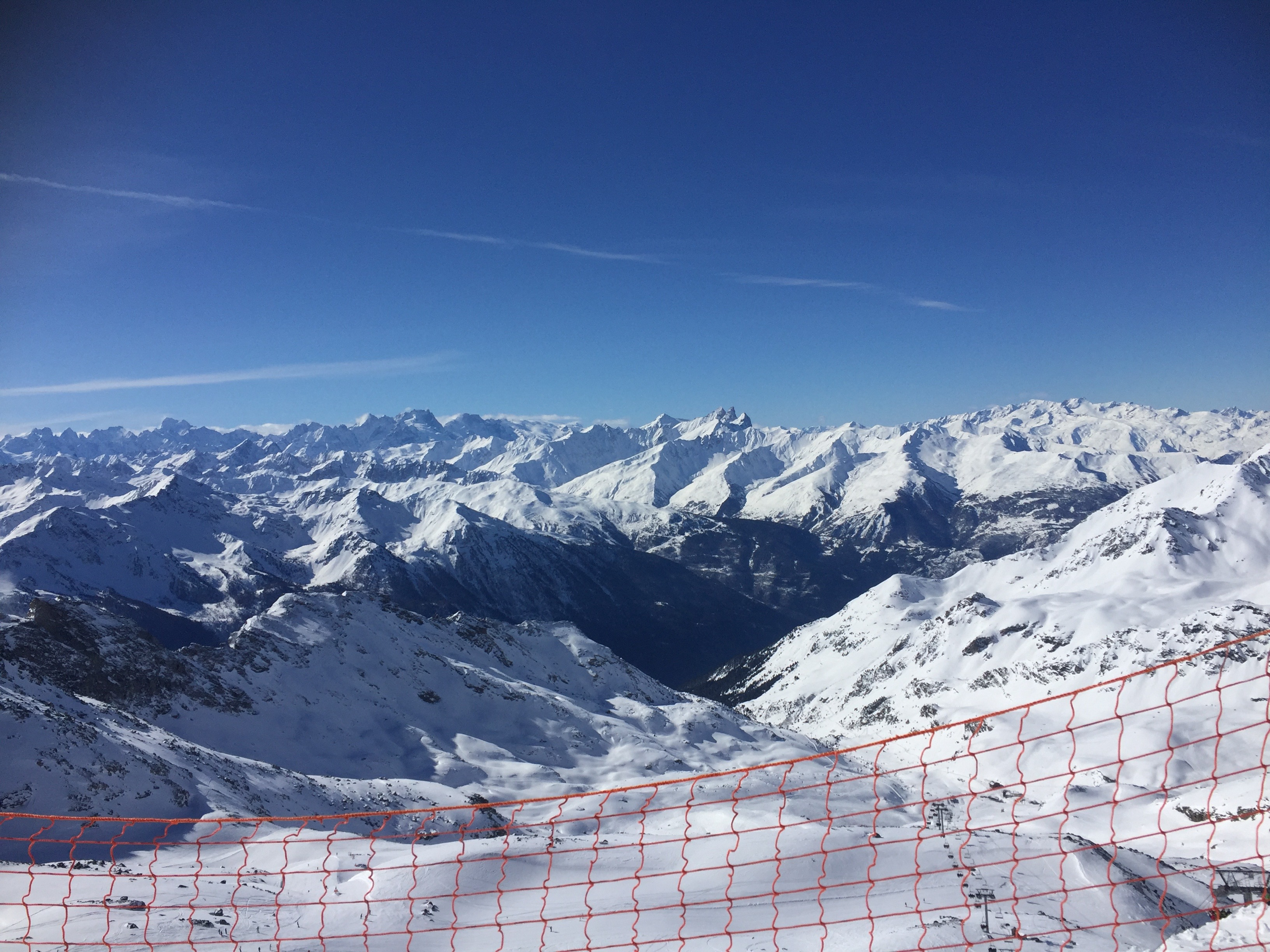
Val Thorens

Val Thorens är en skidort i Bellevilledalen, Savoie i franska Alperna. Byn ligger på 2300 meters höjd över havet och är därmed Europas högst belägna skidort. Val Thorens ingår i liftsystemet Les Trois Vallées (De tre dalarna) som med sina 600 kilometer pistade nedfarter räknas som världens största sammanhängande skidområde. Längre ner i Bellevilledalen ligger skidorten Les Menuires och byn Saint-Martin-de-Belleville vilka också hör till Les Trois Vallées.

## Skidorten
Under sextiotalet inleddes planerna på att bygga flera skidorter i Bellevilledalen. De första liftarna i Les Menuires öppnade 1967 och 1969 nådde vägen upp till det som idag är Val Thorens. De tre första liftarna i Val Thorens öppnade 1971, och under åttiotalet nådde skidområdet sin nuvarande storlek. Val Thorens har precis som många andra ändamålsbyggda skidorter i Frankrike som uppstod under mitten av 1900-talet i efterhand kritiserats för sin arkitektur, och överanvändandet av betong. Idag gäller mycket strängare regler för nybyggen och renoveringar, och allt fler byggnader får fasader av trä och mer klassisk savoyardiskt utseende.

## Tillgänglighet
De närmaste flygplatserna är Chambery, Grenoble, Lyon och Genève. Närmaste stad är Moutiers som nås med bil eller buss på knappt en timme. I Moutiers finns en järnvägs- och busstation med regelbundna förbindelser både till andra alporter samt övriga Frankrike och Europa.

## Skidåkning
Under turistsäsongen på vinterhalvåret lever byn upp, men den bofasta befolkningen är endast 250 personer. Val Thorens har närmare 30 000 turistbäddar och skidområdet är på grund av sitt höga läge vanligtvis öppet från mitten/slutet av november till första veckan i maj. Den högsta åkhöjden i både Val Thorens och hela de tre dalarna är 3220 meter nära Pointe de Bouchet och 3200 meter på Cime Caron. Kabinbanan upp till Cime Caron byggdes i början av 80-talet och var då störst i världen med sin kapacitet på 150 passagerare plus en maskinist.
Merparten av skidbackarna ligger på nord- och nordvästvända sluttningar, men själva byn ligger på sydsluttningen i den stora gryta som utgör huvuddelen av skidområdet. På 90-talet öppnades förbindelsen mellan Val Thorens och byn Orelle i Mauriennedalen vilket öppnade upp för dagsturister från Mauriennedalen samt Italien via Frejustunneln, och även utökade "De tre dalarna" till fyra. Skidområdet har trots detta behållit sitt ursprungliga namn.
Val Thorens skidområde är omringat av flera toppar på 3000 meter eller högre, dock är det bara några få som är tillgängliga med lift.  De mest utmärkande topparna är Aiguille de Péclet (3561 m ö.h.), Pointe de Thorens (3266 m ö.h.), Mont Brequin (3130 m ö.h.), Pointe de Bouchet (3420 m ö.h.), Cime Caron (3200 m ö.h.), Mont du Borgne (3153 m ö.h.) och Pointe de la Masse (2804 m ö.h.). I och omkring skidområdet finns även flera glaciärer - Glacier de Thorens, Glacier du Bouchet, Glacier de la Pointe Renod, Glacier de Péclet, Glacier de Chavière och Glacier de Gébroulaz. Tidigare fanns det sommarskidåkning på glaciärerna Chavière och Pèclet men den upphörde i slutet av 90-talet på grund av att glaciärerna krympt.
Val Thorens är den mest internationella skidorten i Frankrike och ungefär 70 procent av besökarna kommer från andra länder. Majoriteten av de icke-franska besökarna kommer från Storbritannien, Skandinavien, Belgien och Nederländerna.

## Kända personer
Marielle Goitschel, fransk skidåkare som tog flera OS- och VM-medaljer i slalom och storslalom under 60-talet.

Christine Goitschel, fransk skidåkare som tog OS-guld i slalom vid OS i Innsbruck 1964.

Adrien Théaux, fransk störtloppsåkare som vunnit två störtlopp i världscupen och kom trea i Hahnenkammrennen 2011.

## Utmärkelser
Val Thorens utsågs 2013 och 2014 till världens bästa skidort vid "World Ski Awards".

## Tour de France
Val Thorens var målgång för en etapp i Tour de France 1994. Etappen vanns av colombianen Nelson Rodriguez och är även den näst högst belägna målgången i tourens historia.

## Tarentaisedalen
I Tarentaiseområdet ligger den största koncentrationen av berömda skidorter i världen. Grannsystemen är Paradiski (Les Arcs och La Plagne) samt Espace Killy (Val d'Isère samt Tignes). Ett veckoliftkort i Val Thorens/Les Trios Vallés gäller även för ett dagsbesök i övriga system. Det har tidigare funnits planer att bygga ihop liftarna i dessa tre system till ett som skulle bli världens i särklass största men detta har på senare tid omöjliggjorts då delar av Tarantaise nu är naturskyddsområden (Parc National de la Vanoise).